# 寺田創一

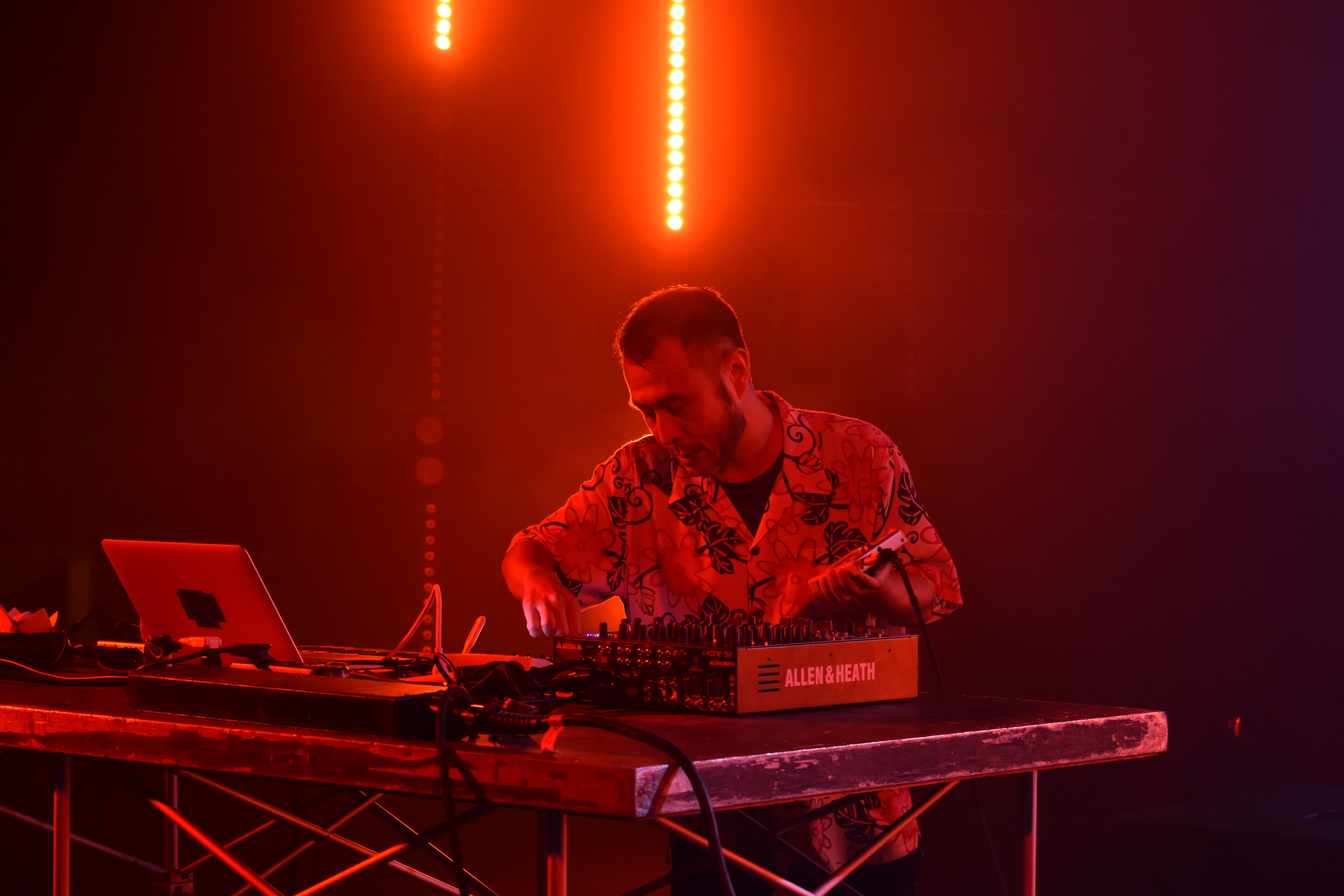

寺田創一（てらだ そういち、1965年3月19日 - ）は、日本の作曲家、編曲家。東京都出身。魚座、血液型はAB型。最も早期にハウスミュージックに参入した日本人の1人。

## 人物
最初に親しんだ楽器は電子オルガン。電気通信大学で計算機科学を専攻し、在学中よりスタジオ・ミュージシャンやマニピュレーターとして活動。NEC PC-8001mkIIと雑誌懸賞品のアムデック社CMU-800（DTM音源・インタフェイス）を使ってミュージックシーケンサーによる音楽を始める。
大学卒業後の1989年より、作曲家、リミックス・エンジニアとして日本のレコードメーカーの作品を多数手掛けると同時に、サンプラーを駆使したリミックス作品を自己レコードレーベルFar East Recordingより発表開始。
1996年頃からはドラマやゲームソフトのサウンドトラックの制作などを通して映像や動画に対して数多くの作曲をするようになり、その影響で自己の作品などでも作曲と同時に映像的なアプローチを試行錯誤するようになった。
2009年からは液晶モニターと携帯ゲーム機と巫女装束でOmodakaのパフォーマンスを開始。国内のみならず、アメリカ、ヨーロッパなどの色々な都市で公演するなど、海外でも注目を集める。第15回文化庁メディア芸術祭エンターテインメント部門では「Hietsuki Bushi」が新人賞を受賞している。
2015年に森高千里と「百見顔」を制作した。

## 主なサウンドトラック制作、作曲・編曲
- 2011　スペースシャワーTV plus sound packages (CATV)
- 2010　サークルKサンクス CM (TV)
- 2010　文化庁メディア芸術祭 学生MV "music video orchestra"
- 2009　Space Shower TV 20th anniversary ID (CATV)
- 2009　"JR タワースクエアカード" CM sound
- 2008　サークルKサンクス sound ID (TV)
- 2007　"PC depot" sound ID (TV)
- 2007　サルサル大作戦 (PSP)
- 2007　MTVジャパン - generic PKG "cave"テーマ曲 (TV)
- 2006　サルゲッチュ・ミリオンモンキーズ (PS2)
- 2005　サルゲッチュ3 (PS2)
- 2005　サルゲッチュP! (PSP)
- 2005　カートゥーン ネットワーク「サムライジャック」 (TV)
- 2004　サルアイトーイ(PS2)
- 2004　ガチャメカスタジアム サルバト〜レ(PS2)
- 2003　日本テレビCM「日テレ日テレ日テレ日テレ」(TV)
- 2003　MTV 「World Chart Express」テーマ曲 (TV)
- 2002　ふたりのファンタビジョン (PS2)
- 2001　スペースフィッシャーメン (PS2)
- 2000　ファンタビジョン (PS2)
- 1999　サルゲッチュ (PS)
- 1998　湾岸トライアル (PS)
- 1997　サイコメトラーEIJI (TV)

## 主なリミックス
- 2011　ムーンライダーズ（太陽の下の18才）
- 2007　HONDALADY
- 2007　Holy 8Bit Night
- 2006　Perfume
- 2006　RAM RIDER
- 2005　YMCK
- 2005　Maico Rozy
- 2004　ファミリーアセンション V3
- 2003　ファミリーアセンション
- 2003　私の部屋「Bossa Bacharach」
- 2002　坂上庸介
- 2001　深田恭子
- 1998　中西圭三
- 1996　ピンク・レディー、伊能静
- 1995　ソルティー・シュガー、聖飢魔II
- 1994　ブギー・マン、東京パフォーマンスドール
- 1993　Char、Hide
- 1992　Electric Glass Balloon、金沢明子（東京音頭 平成ミックスアンド盆踊りミックス）
- 1991　金沢明子(HOUSE MIX1)、ウルトラマン(SHUWATCH!ULTRA DANCE REMIX)
- 1989　島田奈美

## 主な編曲・マニピュレーター
- 2007　PC-DEPOT コマーシャル
- 2007　MTV Japan - generic PKG "cave"
- 2007　おいしい!ときめき同窓会プレゼント（森永乳業）
- 2006　洗濯鬼逃げた（劇団くねくねし）
- 2006　オールド・ロッテン・ピロティーズ
- 2004　コモエスタ八重樫、Mansfield
- 2003　鉄腕アトム誕生トリビュート
- 2003　ディズニーランド 20周年トリビュート
- 2002　野宮真貴
- 2001　ボニーピンク、Mansfield
- 2000　Comoestas、Mansfield、ふかわりょう、加藤あすか
- 1999　ピチカート・ファイヴ、弘田三枝子、ルパン三世シリーズ、小柳ゆき
- 1998　冠二郎、Clara Moreno
- 1997　伊能静、5th GARDEN、長瀬智也、KATSUMI、ウイリー沖山
- 1996　貴水博之、上野洋子、越路吹雪トリビュート
- 1995　ソルティー・シュガー、斉藤和義、内田有紀、角田ともみ
- 1994　ブギー・マン、東京パフォーマンスドール、GARDEN
- 1993　Char、Hide、飯島愛、コモエスタ八重樫
- 1992　田中律子、ZOO
- 1991　Wink、ちわきまゆみ
- 1990　深津絵里、鈴木結女
- 1989　少年隊